# Chiquititas Vol.3
Chiquititas Vol.3 é o quarto álbum que compõe a trilha sonora da novela Chiquititas (ou o terceiro, se não contarmos a edição especial Chiquititas em Festa), sendo lançado no Brasil pela Sony Music (o último a ser lançado pela gravadora). Originalmente, foi lançado com oito faixas, mas, posteriormente, as músicas "Lu Lucita" e "Penso Em Ti" foram incluídas. 
Apesar de ser o quarto lançamento, é considerado a terceira trilha sonora oficial, uma vez que o CD anterior, Chiquititas em Festa, é classificado como um projeto especial, dedicado a músicas para festas comemorativas.
O álbum manteve um desempenho comercial significativo, com vendas que ultrapassaram 200 mil cópias no Brasil, à semelhança de seu antecessor.  
Após anos indisponível no mercado, Chiquititas Vol. 3 foi relançado em diversas plataformas digitais em 2018, tanto para compra quanto para streaming, tornando o conteúdo novamente acessível ao público.

## Detalhes de produção
As canções foram todas compostas por Carlos Nilson e Cristina de Giacomi, as versões para o português são de Cayon Gadia, que também dirigiu o projeto junto com Nilson. Novamente, as vozes foram feitas por cantores desconhecidos que são creditados no encarte do disco. A maioria das canções fazem parte do  La Música De Chiquititas Vol. 3 (versão argentina), de 1997.
As fotografias da capa e do encarte foram tiradas em frente ao cenário da lanchonete "24 horas", que fazia parte da versão argentina da novela, que encontrava-se na 4.ª temporada. Os figurinos que o elenco usou para as fotos do CD foram do clipe "A Nossa Idade".[carece de fontes?]

## Lançamento e divulgação
A divulgação se iniciou com a chegada do elenco no Brasil,  em 27 de março de 1999. Na ocasião eles vieram participar de programas do SBT. Além da trilha sonora, os artistas vieram divulgar a terceira temporada da novela, que se iniciaria no dia 5 de abril do mesmo ano.
A promoção contou com a segunda etapa do show musical intitulado ChiquiTour, que teve início em 1998. A apresentação contou com cenários iguais aos da novela produzida na Argentina.

## Desempenho comercial
De acordo com o jornal O Estado de S. Paulo, tanto o álbum, como todos os outros que vieram depois da primeira trilha da novela, venderam, cada um deles, mais de 200 mil cópias. A ABPD (atual Pro-Música Brasil - PMB) não auditou as vendas do disco para que ele recebesse um certificado, tornando-o, junto com Chiquititas em Festa, os únicos do grupo a não receber certificado por suas vendas (pela organização).

## Lista de faixas
- Créditos adaptados do encarte do CD Chiquititas, de 1999.[1][8]

### Versão completa do álbum
| N.º | Título                                      | Compositor(es)                                                 | Duração |  |
| 1.  | "Lu-Lucita"                                 | María Cristina De Giácomi, Carlos Zulisber Nilson, Caion Gadia | 3:54    |  |
| 2.  | "Um Cantinho de Luz" (Rinconcito de Luz)    | Giácomi, Nilson, Gadia                                         | 3:22    |  |
| 3.  | "Mexe Já" (Chufachon)                       | Giácomi, Nilson, Gadia                                         | 2:13    |  |
| 4.  | "É Só Querer" (Penitas)                     | Giácomi, Nilson, Gadia                                         | 3:00    |  |
| 5.  | "A Nossa Idade" (La Edad del Pavo)          | Giácomi, Nilson, Gadia                                         | 2:30    |  |
| 6.  | "Mais Ainda" (Todavía)                      | Giácomi, Nilson, Gadia                                         | 4:21    |  |
| 7.  | "Apaixonada Por Todos" (Enamorada de Todos) | Giácomi, Nilson, Gadia                                         | 3:17    |  |
| 8.  | "Bruxas Malvadas" (Brujas Feas)             | Giácomi, Nilson, Gadia                                         | 2:18    |  |
| 9.  | "O Beijo" (El Beso)                         | Giácomi, Nilson, Gadia                                         | 3:04    |  |
| 10. | "Penso Em Ti" (Pienso en ti)                | Giácomi, Nilson, Gadia                                         | 2:35    |  |

### Versão curta do álbum
| N.º | Título                                      | Compositor(es)         | Duração |  |
| 1.  | "Um Cantinho de Luz" (Rinconcito de Luz)    | Giácomi, Nilson, Gadia | 3:22    |  |
| 2.  | "Mexe Já" (Chufachon)                       | Giácomi, Nilson, Gadia | 2:13    |  |
| 3.  | "É Só Querer" (Penitas)                     | Giácomi, Nilson, Gadia | 3:00    |  |
| 4.  | "A Nossa Idade" (La Edad del Pavo)          | Giácomi, Nilson, Gadia | 2:30    |  |
| 5.  | "Mais Ainda" (Todavía)                      | Giácomi, Nilson, Gadia | 4:21    |  |
| 6.  | "Apaixonada Por Todos" (Enamorada de Todos) | Giácomi, Nilson, Gadia | 3:17    |  |
| 7.  | "Bruxas Malvadas" (Brujas feas)             | Giácomi, Nilson, Gadia | 2:18    |  |
| 8.  | "O Beijo" (El Beso)                         | Giácomi, Nilson, Gadia | 3:04    |  |